# Сан Пјетро ин Вале (Изернија)
Сан Пјетро ин Вале је насеље у Италији у округу Изернија, региону Молизе.
Према процени из 2011. у насељу је живело 683 становника. Насеље се налази на надморској висини од 812 м.